# Stanisław Bala

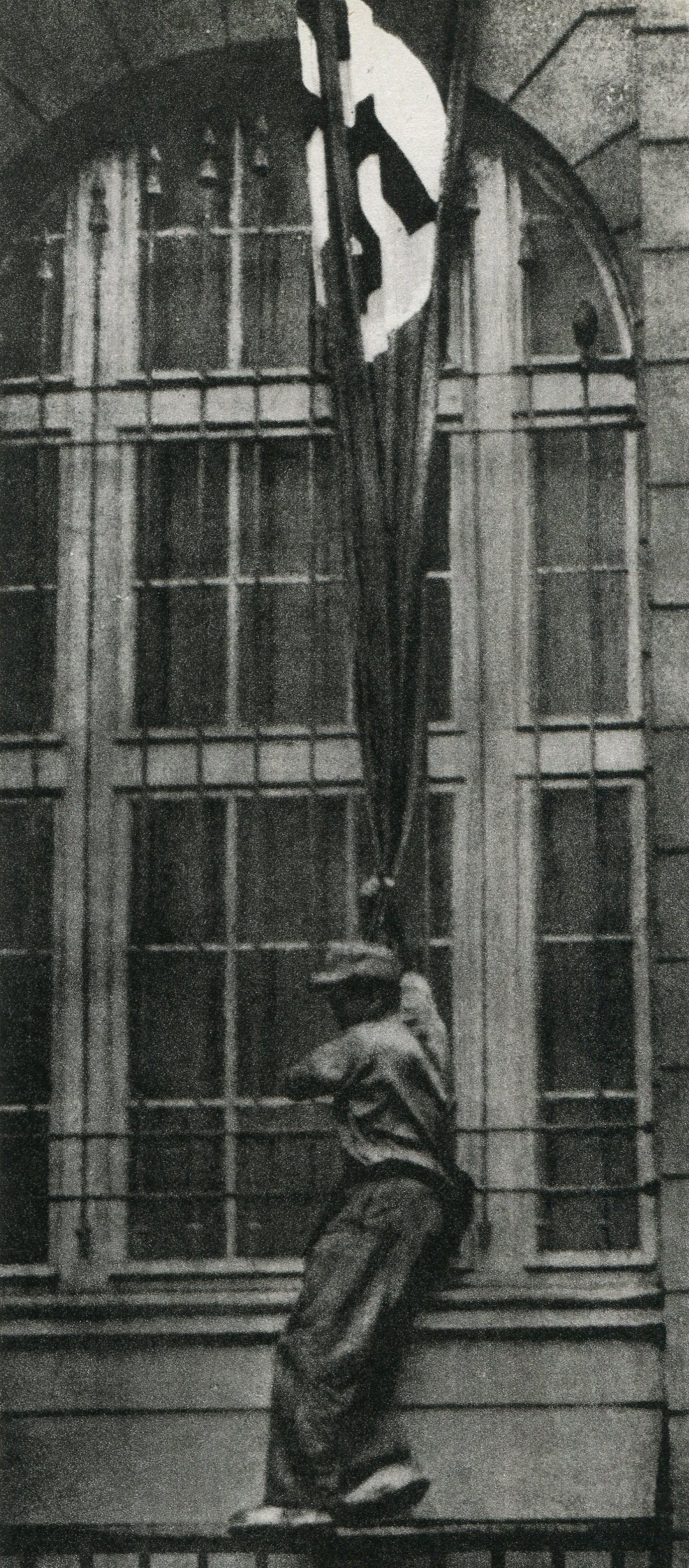
Zpravodaj Stanisław Bala strhává německou vlajku z budovy PKO v ulici Jasná 9 na rohu ulice Swietokrzyska během Varšavského povstání, 1. srpna 1944

Stanisław Bala pseudonym Gíza (10. listopadu 1922 ve Starawistikách – 9. září 2013) byl polský kameraman, dokumentarista, voják nezávislosti v podzemí za druhé světové války, podporučík domácí armády, účastník Varšavského povstání, kameraman, který podával zprávy z divize 6. domácího armádního velitelství.

## Životopis
V hlavním městě vystudoval základní školu sv. Kazimierza a střední školu se zaměřením na matematiku a filozofii. Absolvent konspirační Polní školy válečných reportérů a Státní vyšší školy strojní a elektrotechnické pojmenované po Hipolitu Wawelbergovi a Stanisławu Rotwandovi, kde získal diplom technika.
Od února 1940 působil jako příslušník Domácké armády v uskupení „Rój“ Informačního a propagačního úřadu (BiP), kde působil jako polní kameraman a fotograf. Po vypuknutí Varšavského povstání vedl filmovou a fotodokumentaci. Jeho filmy ukazují boje ve Wole a zajetí sv. Kříže, stejně jako boje v okolí elektrárny v Powiśle. Po povstání byl zajat Němci a poslán do stalagu v Lamsdorfu, Gross-Born, Sandbostel a Lübecku.
Po válce se nejprve usadil ve Francii, poté ve Velké Británii, kde dokončil svá technická studia a nakonec v první polovině 50. let - 20. století definitivně přesídlil do USA.

## Přítomnost v kultuře
Je hrdinou mnoha slavných fotografií z Varšavského povstání, včetně těch, které pořídil Eugeniusz Lokajski. Fragmenty jeho kronik byly použity ve filmu Powstanie Warszawskie.